# Турнір пам'яті Валерія Лобановського 2012
Турнір пам'яті Валерія Лобановського 2012 — десятий офіційний турнір пам'яті Валерія Лобановського, що проходив у Києві з 14 по 15 серпня 2012 року. На турнірі взяли участь три молодіжні збірні віком до 20 року і одна молодіжна збірна до 21 року. Переможцем стала молодіжна збірна Словаччини, причому обидва свої матчі ця збірна виграла в серії післяматчевих пенальті.

## Учасники
У турнірі взяли участь чотири збірні:
- Україна (U-20) (господарі)
- Білорусь (U-20)
- Чорногорія (U-20)
- Словаччина (U-21)

## Регламент
Кожна з команд стартувала з півфіналу, переможці яких виходили до фіналу, а клуби, що програли зіграли матч за 3-тє місце.

## Матчі

### Півфінали
| 14 серпня 2012 18:30 |

| Україна (U-21) | 0:0 0:3 (пен) | Словаччина (U-21) |
| -------------- | ------------- | ----------------- |
|                | Протокол      |                   |

| «Динамо» ім. В. Лобановського |

| 14 серпня 2012 18:30 |

| Білорусь (U-20) | 1:2      | Чорногорія (U-20)                                    |
| --------------- | -------- | ---------------------------------------------------- |
| Денис Яхно 38'  | Протокол | Ермін Алич 23' Нікола Вукчевич (футболіст, 1991) 51' |

| "НТК ім. Баннікова" (Київ) |

### Матч за 3-тє місце
| 15 серпня 2012 18:00 |

| Україна (U-21)   | 1:1 5:4 пен | Білорусь (U-20)   |
| ---------------- | ----------- | ----------------- |
| Борис Тащи 90+3' | Протокол    | Євген Шикавка 22' |

| «НТК ім. Баннікова» (Київ) |

### Фінал
| 15 серпня 2012 18:00 |

| Словаччина (U-21) | 1:1 7:6 (пен.) | Чорногорія (U-20) |
| ----------------- | -------------- | ----------------- |
| Камір Караш 11'   | Протокол       | Йован Вучинич 81' |

| «Динамо» ім. В. Лобановського (Київ) |

## Переможець
| Володар Кубка Лобановського |
| --------------------------- |
| Словаччина (U-21) 1-й титул |

## Склади

### Україна
Воротарі: Артур Денчук (Металіст), Микита Шевченко (Шахтар), Олексій Шевченко (Металург З)
Захисники: Денис Барвінко (Металіст), Давіт Іашвілі (Оболонь), Олександр Насонов (Волинь), Іван Ордець (Шахтар), Дмитро Рижук, Іван Трубочкін (обидва — Динамо);
Півзахисники: Руслан Бабенко (Дніпро), Антон Братков, Віталій Буяльський (обидва — Динамо), Сергій Вакуленко, Олександр Нойок (обидва — Шахтар), Ігор Озарків (Карпати), Віктор Ряшко (Говерла), Борис Тащи (Чорноморець), В'ячеслав Чурко (Шахтар), Андрій Цуріков (Металург З)
Нападники: Віталій Іванко (Металург Д), Олександр Філіппов (Арсенал), Володимир Коваль (Севастополь).